# Slibovice
Slibovice (deutsch Slibowitz, älter auch Schlibowitz) ist ein Ortsteil der Gemeinde Běrunice in Tschechien. Er liegt sieben Kilometer nordwestlich von Chlumec nad Cidlinou und gehört zum Okres Nymburk.

## Geographie
Slibovice befindet sich am Oberlauf des Štítarský potok auf der Ostböhmischen Tafel. Nördlich des Dorfes erhebt sich die Nádavka (Wiklek, 226 m). Im Süden verläuft die Bahnstrecke Chlumec nad Cidlinou–Městec Králové, an der die Station Slibovice (bis 2011 Lovčice) unweit der früheren Zuckerfabrik liegt.
Nachbarorte sind Hlínov im Norden, Lišičky im Nordosten, Lišice im Osten, Lovčice und Bludy im Südosten, Zbraň im Süden, Kněžičky im Südwesten, Běrunice und Velké Výkleky im Westen sowie Malá Strana im Nordwesten.

## Geschichte
Die erste schriftliche Erwähnung des Dorfes erfolgte 1365 im Zusammenhang mit einem Buzconis de Slywouicz. Das Dorf war ein Vladikensitz und befand sich im Besitz der Šlibovský. Unter Burian Šlibovský von Skřivany erreichte die Herrschaft ihre größte Ausdehnung. Zu Slibovice gehörten zu dieser Zeit auch die Dörfer Velké Výkletice, Kněžičky und Lovčice.
Nach der Schlacht am Weißen Berg verloren die Šlibovský als Aufständische zunächst alle ihre Güter. 1621 kaufte Albrecht von Waldstein die Güter und nach dessen Ermordung wurden sie wieder vom Kaiser eingezogen. 1627 erfolgte der Verkauf an Wenzel Graf Kinsky auf Kolín. 1631 erhielten die Schwestern Johanna, verheiratete Dobřenský und Helena Anna, verheiratete Czartoryski ein Drittel des Besitzes zurück. Diese verkauften den Besitz 1645 an Johann Octavian Graf Kinsky. Ihm folgte Anna Marie von Bleileben, die das Dorf zusammen mit Vykleky zur Begleichung einer Schuld dem Kloster Strahov überließ. Das Kloster verkaufte beide Dörfer an den Hauptmann der Herrschaft Poděbrady, Wenzel Albrecht Wltawský von Mannschwerdt und Helfenburg. Von dessen Sohn Wenzel Matthias erwarb 1673 Ferdinand Leopold Kustosch Freiherr von Zubří und Lipka die Güter. Danach kauften die Grafen Kinsky auf Chlumetz beide Dörfer. 1803 wurde südliche des Dorfes eine Kaiserstraße errichtet. In der Mitte des 19. Jahrhunderts pachtete Josef Kvěch die Höfe Hlínov und Slibovice. Er errichtete an der Kaiserstraße bei Slibowitz in einem Speicher eine Zuckerfabrik und produzierte außerdem in Hlínov mit Pferdekraft Rübensirup. Die dadurch geschaffenen Arbeitsplätze führte zu einem Anwachsen des Dorfes.
Nach der Aufhebung der Patrimonialherrschaften bildete Slivovice ab 1850 einen Ortsteil der politischen Gemeinde Výkleky im Bezirk Poděbrady. 1886 entstand die Gemeinde Šlibovice, die seit 1904 den Namen Slibovice trägt. 1901 wurde die Eisenbahn von Chlumetz nach Königstädtel eingeweiht, die bei der Zuckerfabrik eine Bahnstation erhielt. Nach der Stilllegung der Zuckerfabrik im Jahre 1920 erfolgte der Umbau der Gebäude zur Mühle. Zum 1. Januar 1961 wurde Slibovice nach Běrunice eingemeindet und kam zugleich zum Okres Nymburk. 1991 hatte der Ort 59 Einwohner. Im Jahre 2001 bestand das Dorf aus 27 Wohnhäusern, in denen 50  Menschen lebten.

## Sehenswürdigkeiten
- gemauerter Glockenturm, errichtet 1884. In einer Nische befindet sich ein Relief des Heiligen Johannes von Nepomuk.
- denkmalgeschützte Sommereiche am Štítarský potok, der etwa 300-jährige und 16 m hohe Baum hat einen Stammumfang von 5 Metern.
- neogotisches Steinkreuz mit massivem Sockel, geschaffen 1877